# Rob Theuns
Rob Theuns (Rotterdam, 14 augustus 1947 - aldaar, 21 oktober 2006) was een Nederlandse voetballer die bij voorkeur speelde als linker aanvaller speelde maar ook als linker verdediger. Theuns speelde bij Feyenoord en AZ '67. 

## Carrière
Theuns maakt zijn debuut bij Feijenoord op 4 september 1966. Hij moest spelen tegen MVV als vervanger van de geblesseerde Coen Moulijn en won de wedstrijd met 5-0. Hij speelde echter vooral bij het C-team (beloften). Van januari 1974 tot medio 1974 speelde Theuns op huurbasis bij AZ '67. Vanwege een geplande verhuizing naar Uden vroeg Theuns in maart 1975 overschrijving aan naar amateurclub UDI '19. Toen dit niet doorging, keerde hij in juni terug bij Feyenoord en sloot weer aan bij het C-team. In november 1975 wilde Theuns overstappen naar SVV, maar bleek bij zijn overschrijving naar Feyenoord niet vermeld te hebben dat hij eerder naar UDI '19 zou gaan. Hierop diende de Udense club een protest in en kreeg Theuns van de KNVB een speelverbod opgelegd. Vanaf januari 1976 ging hij voor amateurclub Steeds Volharden spelen waar hij echter al dezelfde maand na een driedubbele beenbreuk zijn loopbaan moest beëindigen. Hij was later nog nog actief als zaalvoetballer.
Theuns begon zijn trainersloopbaan als speler-trainer bij het Rotterdamse Germinal. Daarnaast was hij leraar werktuigbouwkunde aan de MTS. Vervolgens was hij assistent van Jan Rab bij BVV Barendrecht en trainde hij lagere teams. In het seizoen 1985/86 trainde Theuns Quick Boys. Vervolgens keerde hij terug bij Barendrecht en trainde later nog Sparta AV en VV Smitshoek. In 1990 slaagde hij voor het diploma Coach Betaald Voetbal en liep eind dat jaar stage bij Willem II. Een carrière als trainer in het profvoetbal kwam echter niet van de grond.
Hij overleed op 21 oktober 2006 vanwege een hartstilstand.
Rob Theuns speelde ook in zijn jeugd bij v.v. DCL in Rotterdam Charlois